# Valeri Bojinov
Valeri Emilov Bozhinov eller Valeri Bojinov (bulgarsk: Валери Божинов) (født 15. februar 1986) er en tidligere bulgarsk fodboldspiller. Han spillede i klubber som ACF Fiorentina, Juventus F.C. og Manchester City F.C.

## Biografi
Bojinov blev født i den bulgarske by Gorna Oryahovitsa. Som 12-årig flyttede han sammen med sin mor Pepa og stedfar Sasho (tidligere spiller på Bulgariens fodboldlandshold) til Malta. Da han var 14 år blev han, da han spillede for den lokale klub Pietà Hotspurs, opdaget af U.S. Lecces sportsdirektør Pantaleo Corvino. Corvino skaffede ham en kontrakt med Lecce.

## Klubkarriere

### Lecce
Bojinov boede i Lecce og spillede for ungdomsholdet som et af de lovende talenter. Den 22. januar 2002 debuterede han 15 år og 11 måneder gammel for U.S. Lecce i Serie A. Han er dermed den yngste spiller nogensinde i en kamp i den bedste italienske række. Han scorede sit første mål i ligaen den 6. januar 2004 i et 1-2 nederlag til Bologna og blev historiens yngste udenlandske målscorer i Serie A.
Bojinov viste tegn på potientale i Lecce med i alt 16 mål i 65 kampe.

### Fiorentina
I januar 2005 købte Fiorentina Bojinov til omkring 13 millioner euro (ca. 97 mio. DKK). Efter et år rygtedes han på vej til Inter på en 6 måneders lejekontrakt samtidig med at målmanden Francesco Toldo skulle den anden vej. Han blev dog i Fiorentina og efter ikke at have været med på holdet i lang tid, blev han reintegreret i truppen. I sæsonen 2005-06 udgjorde han en målfarlig angrebsduo sammen med Luca Toni. Toni scorede dog de fleste af holdets mål.
I juli 2006 blev Bojinov udlejet til den italienske storklub Juventus i en handel, der inkluderede, at Adrian Mutu skiftede til Fiorentina. Her spillede Bojinov 18 kampe og scorede 5 mål.

### Manchester City
Den 3. august 2007 skrev Bojinov under på en 4-årig kontrakt med Manchester City i Premier League. I en kamp mod Manchester United i august pådrog han sig en alvorlig knæskade og var ude i de næste fem måneder. Den 22. januar var han tilbage på træningsbanen. I den følgende tid spillede han nogle kampe for klubbens reservehold, men træneren Sven-Göran Eriksson fastslog, at han endnu ikke var klar til at spille i den bedste række. I begyndelsen af april ser det ud til, at han snarligt får sit comeback for klubben.

### Parma
Bojinov skiftede i 2010 til Parma FC i den italienske Serie A.http://sportenkort.dk/nyhed/111978/fodbold/city+s%e6lger+angriber

## Landsholdskarriere
Bojinov debuterede på det bulgarske U/21-landshold mod Grækeland med et mål på et imponerende saksespark. Han blev indkaldt til Bulgariens trup ved EM 2004, hvor han kun deltog i holdets gruppekamp mod Italien (hans debut på førsteholdet).
I dag er han fast mand på landsholdet og har (pr. marts 2018) spillet 43 kampe og scoret seks mål.